# Контроль (фильм, 2007)
«Контроль» (англ. Control) — художественно-биографический фильм голландско-британского фотографа Антона Корбейна о жизни фронтмена британской рок-группы Joy Division Иэна Кёртиса (1956—1980). Для Корбейна этот фильм явился дебютной работой в большом кинематографе.
Кинофильм был удостоен специального приза Каннского кинофестиваля в 2007 году. В 2008 году Британская киноакадемия наградила сценариста фильма Мэтта Гринхолга «Премией имени Карла Формана самому многообещающему новичку». Кроме того, лента была номинирована на премию BAFTA за лучший фильм. Особое признание получил актёр Сэм Райли, исполнивший роль Иэна Кёртиса. Эта роль принесла ему Премию британского независимого кино в категории «Самый многообещающий дебют», а также множество номинаций на соискание других престижных кинонаград.

## Сюжет
Девятнадцатилетний Иэн Кёртис и восемнадцатилетняя Дебби Вудрафф женятся в 1975 году в их родном городе Маклсфилде. Иэн сторонится семейной жизни, предпочитая писать стихи в одиночестве. Четвёртого июня 1976 года они идут на концерт Sex Pistols, где встречают Бернарда Самнера, Питера Хука и Терри Мейсона, которые собираются создать музыкальную группу. Воодушевлённый концертом, Иэн вызывается присоединиться к ним в качестве вокалиста. Группа берёт название Warsaw, Терри становится их менеджером, попутно в группу приходит барабанщик Стивен Моррис. Первый концерт проходит 29 мая 1977 года, вскоре после которого музыканты переименовывают коллектив в Joy Division. На деньги Иэна и Дебби выходит их первый EP — An Ideal for Living (1978).
Группа всеми силами пытается заявить о себе, поначалу практически безрезультатно. Недовольный кратким упоминанием Joy Division в передаче Тони Уилсона, Иэн разыскивает его в одном из пабов, и в грубой форме требует, чтобы тот поставил их в эфир следующего выпуска. В апреле 1978 года Joy Division играют на одном из «музыкальных состязаний». Энергетика и подача коллектива впечатляют Тони Уилсона и Роба Греттона, который становится их новым менеджером. Joy Division выступают в передаче Уилсона с песней Transmission, после чего подписывают контракт с лейблом Factory Records. Демонстрируя твёрдость своих намерений и уверенность в успехе, Тони подписывает его собственной кровью.
Работая в кадровом агентстве, во время одного из собеседований Иэн становится свидетелем эпилептического припадка девушки по имени Коринн Льюис. Увиденное производит на него кошмарное впечатление. В декабре 1978 года, на обратном пути с первого концерта в Лондоне, у самого Иэна случается припадок. Ему диагностируют эпилепсию и прописывают медикаменты, от которых Иэн впадает в сонное и угрюмое состояние. Позже он узнаёт, что Коринн Льюис умерла во время одного из припадков, и посвящает ей песню She’s Lost Control. Общее тяжёлое состояние здоровья усугубляется разладом семейной жизни. Иэн теряет интерес к Дебби. В апреле 1979 года у них рождается дочь Натали. Практически сразу после рождения дочери. Иэн бросает работу и уезжает в тур, оставляя жену наедине с домашними хлопотами и ребёнком.
В туре Иэн знакомится с бельгийской журналисткой Анник Оноре, которой жалуется на семейные проблемы, признавая, что его брак оказался ошибкой. Между ними завязывается роман. По возвращении домой, Иэн говорит Дебби о неуверенности в своих чувствах по отношению к ней. Дебби находит доказательства того, что муж изменял ей, о чём напрямую говорит ему. Иэн клянётся, что роман в прошлом, однако всё равно продолжает видеться с Анник во время записи альбома Closer в Ислингтоне. Тем временем, во время репетиции новой песни Love Will Tear Us Apart, Роб сообщает музыкантам, что 19 мая они отправляются в свой первый тур по Америке.
У Иэна учащаются приступы, один из которых происходит прямо во время выступления группы. Он пытается покончить жизнь самоубийством, приняв большую дозу фенобарбитала, однако, вовремя подоспевшие врачи спасают его. Кёртис пытается продолжить концертную деятельность, однако, общее изнеможение приводит к тому, что на выступлении в Derby hall он оказывается не в состоянии даже выйти на сцену. Вместо него выходит Алан Хемпстол из группы Crispy Ambulance. Толпа освистывает его, концерт заканчивается потасовкой.
Бернард предлагает Иэну пройти курс гипнотерапии, но тот на время уезжает к родителям. Он пишет Анник письмо, в котором говорит, что любит её, и что рано или поздно эпилепсия его убьёт. За пару дней до начала американского тура Joy Division, 17 мая 1980 года Дебби узнаёт, что Иэн продолжает встречаться с Анник и требует развода. Иэн умоляет её не делать этого, однако, Дебби непреклонна. В ярости, Иэн приказывает ей убираться из дома. Той же ночью он пьёт в одиночестве и пишет Дебби записку, когда у него случается очередной припадок. Очнувшись на следующее утро, Иэн вешается на сушилке для белья. Дебби обнаруживает его тело и в ужасе выбегает на улицу, крича о помощи. Новость о смерти Иэна повергает группу в шок, Тони пытается утешить Анник.
Тело Иэна Кёртиса кремируют. В финальной сцене показывается крематорий на Маклсфилдском кладбище. Камера движется снизу-вверх, начиная от того места, где похоронен Кёртис. Звучит композиция Atmosphere.

## Производство
Весной 2004 года продюсер Тод Эккерт объявил о планах постановки фильма о Иэне Кёртисе по мемуарам жены музыканта Деборы Кёртис Touching From A Distance (ISBN 0-571-17445-0), опубликованным в 1995 году. Она же стала сопродюсером фильма. К концу года режиссёром фильма был утверждён Антон Корбейн. К весне 2005 года Мэттом Гринхолгом был написан сценарий. В декабре 2005 Корбейн обратился к бывшим участникам Joy Division с просьбой написать саундтрек, что они через год и выполнили. 10 февраля 2006 годы было объявлено об утверждении кандидатуры актёра на роль Кёртиса — им стал Сэм Райли. Съёмки фильма начались 10 июля 2006 года. Премьера картины состоялась в рамках юбилейного 60-го Каннского кинофестиваля 17 мая 2007 года.

## В ролях
| В ролях               |  | Персонаж                                        |
| --------------------- |  | ----------------------------------------------- |
| Сэм Райли             |  | Иэн Кёртис, вокалист Joy Division               |
| Саманта Мортон        |  | Дебора «Дебби» Кёртис, супруга                  |
| Александра Мария Лара |  | Анник Оноре, любовница Иэна                     |
| Джо Андерсон          |  | Питер Хук («Хуки»), басист Joy Division         |
| Джеймс Пирсон         |  | Бернард Самнер, гитарист Joy Division»          |
| Гарри Тредэвэй        |  | Стивен Моррис («Стив»), барабанщик Joy Division |
| Крейг Паркинсон       |  | Тони Уилсон, телеведущий                        |
| Тоби Кеббел           |  | Роб Греттон, продюсер Factory Records           |
| Мэттью МакНалти       |  | Ник, друг Иэна, бывший парень Дебби             |
| Ричард Бреммер        |  | отец Иэна                                       |
| Таня Майерс           |  | мать Иэна                                       |

## Награды и номинации
- 2007 — участие в конкурсе «Золотая камера» на Каннском кинофестивале, где фильм получил 4 приза: специальные упоминания «Золотой камеры» и Католического киноцентра, Label Europa Cinemas, Regards Jeunes Prize (все — Антон Корбейн).
- 2007 — три приза Чикагского кинофестиваля: лучший актёр (Сэм Райли), лучший сценарий (Мэтт Гринхолг), приз зрительских симпатий (Антон Корбейн).
- 2007 — два приза Эдинбургского кинофестиваля: лучший британский дебютант (Антон Корбейн), лучший британский исполнитель (Сэм Райли).
- 2007 — приз Братиславского кинофестиваля лучшему актёру (Сэм Райли).
- 2007 — почётное упоминание Стокгольмского кинофестиваля за лучший дебютный фильм (Антон Корбейн).
- 2007 — номинация на премию «Золотая лягушка» фестиваля операторского искусства Camerimage (Мартин Рухе).
- 2007 — 5 премий британского независимого кино: лучший британский независимый фильм, лучший режиссёр (Антон Корбейн), самый многообещающий новичок (Сэм Райли), лучший актёр второго плана (Тоби Кеббел), премия Дугласа Хикокса (Антон Корбейн). Кроме того, лента получила 5 номинаций: лучшее достижение в кинопроизводстве, лучший сценарий (Мэтт Гринхолг), лучший актёр (Сэм Райли), лучшая актриса второго плана (Саманта Мортон), лучшее техническое достижение (Мартин Рухе, за операторскую работу).
- 2008 — премия BAFTA самому многообещающему новичку (Мэтт Гринхолг), а также номинации в категориях «лучший британский фильм» и «лучшая актриса второго плана» (Саманта Мортон).
- 2008 — две премии «Империя»: лучший новичок (Сэм Райли), лучший саундтрек.
- 2008 — три премии Лондонского кружка кинокритиков: лучший британский фильм года, британский прорыв в кинопроизводстве (Антон Корбейн), британский прорыв в актёрском искусстве (Сэм Райли).
- 2009 — номинация на премию «Бодиль» за лучший неамериканский фильм.

Сэм Райли был относительно малоизвестен до этого фильма, и режиссёр рассматривал на эту роль Киллиана Мёрфи, но потом изменил своё мнение, посчитав Мёрфи «несколько ниже ростом, чем Иэн». Фильм основан на мемуарах самой Деборы Кёртис, вдовы музыканта. И хотя Саманта Мортон не любит биографические фильмы, она приняла предложение потому, что сама является поклонницей Joy Division, этой книги мемуаров и творчества Корбейна.